# Tathorhynchus angustiorata
Tathorhynchus angustiorata är en fjärilsart som beskrevs av Augustus Radcliffe Grote 1882. Tathorhynchus angustiorata ingår i släktet Tathorhynchus och familjen nattflyn. Inga underarter finns listade i Catalogue of Life.